# Long-Term Capital Management
Long-Term Capital Management (LTCM) was een hedgefonds dat failliet ging in 1998, ondanks het feit dat verschillende Nobelprijswinnaars aan het roer stonden.
Het hedgefonds werd in 1994 opgericht door John Meriwether, het voormalig hoofd van de obligatiehandel van de bank Salomon Brothers. Mede aan het roer stonden de Nobelprijswinnaars Myron Scholes en Robert C. Merton. Het fonds richtte zich op het benutten van kleine prijsverschillen tussen verschillende gerelateerde obligaties. Deze arbitragehandel levert rendement op ongeacht de richting van de beurs. Omdat de prijsverschillen klein waren werd grootschalig ingezet met een hefboomwerking (leverage).
De eerste jaren van het fonds leverden een rendement op van ongeveer 40% gemiddeld per jaar. LTCM kreeg meer kapitaal te investeren en richtte zich naast de obligaties ook op andere soorten arbitrage en de optiehandel. In 1998 had LTCM een eigen vermogen van 4,72 miljard dollar en 124,5 miljard dollar geleend.

## De val
In augustus en september van 1998 brak de Russische roebelcrisis uit. De Russische overheid was niet langer in staat te voldoen aan haar verplichtingen en over de hele wereld raakten beleggers in paniek. De posities van LTCM raakten in problemen en in augustus verloor men 1,85 miljard dollar. De eerste drie weken van september waren goed voor een verlies van 2,3 miljard dollar. LTCM had nog een vermogen over van 600 miljoen dollar, en had haar posities niet af weten te bouwen. Nadat een reddingspoging van Warren Buffet en Goldman Sachs afgewezen werd greep de federale bank van New York in. Door de hoeveelheid openstaande derivatencontracten tussen de verschillende partijen vreesde men voor een desastreuze kettingreactie in de financiële wereld. Alle banken werden opgeroepen om geld te storten voor een reddingsfonds van 3,625 miljard dollar.
De verdeling was als volgt:
- $300 miljoen: Bankers Trust, Barclays, Chase, Deutsche Bank, UBS, Salomon Brothers, Smith Barney, J.P.Morgan, Goldman Sachs, Merrill Lynch, Credit Suisse First Boston, Morgan Stanley
- $125 miljoen: Société Générale
- $100 miljoen: Lehman Brothers, Paribas
- Bear Stearns weigerde om te participeren.

De totale verliezen van LTCM bleken $ 4,6 miljard te zijn. De verliezen werden veroorzaakt door de volgende categorieën:
- $1.6 miljard in rentederivaten (swaps)
- $1.3 miljard in equity volatility
- $430 miljoen in Russische en overige opkomende markten
- $371 miljoen in beleggingen in ontwikkelde aandelenmarkten
- $215 miljoen in yieldcurve-arbitrage
- $203 miljoen in S&P 500-aandelen
- $100 miljoen in junk bond-arbitrage
- Geen significante verliezen in de fusie-arbitrage

## Relevantie
Door de val van LTCM werd duidelijk dat er risico's kleefden aan ongereguleerde hedgefondsen. Niet alleen de beleggers in het fonds zagen hun investeringen in rook opgaan, ook het financiële systeem kraakte in zijn voegen.